# پیتر هیگز
پیتر وِر هیگز (انگلیسی: Peter Ware Higgs؛ ۲۹ مهٔ ۱۹۲۹ – ۸ آوریل ۲۰۲۴) فیزیک‌دان نظری انگلیسی و دانش‌آموخته دانشگاه کینگز لندن، استاد و استاد برجسته دانشگاه ادینبرو بود. هیگز ارائه‌دهندهٔ نظریهٔ شکست تقارن در برهمکنش الکتروضعیف و پیشنهاددهندهٔ ذره بنیادی بوزون هیگز بود. او در سال ۲۰۱۳ به همراه فرانسوا انگلرت بلژیکی جایزه نوبل فیزیک را در رابطه با جرم ذرات زیراتمی از آن خود کرد.

## آغاز زندگی
هیگز در ناحیهٔ الزویک نیوکاسل انگلستان در خانوادهٔ توماس ور هیگز (۱۸۹۸–۱۹۶۲) و همسرش گرترود ماود، کوگیل (۱۸۹۵–۱۹۶۹) چشم به جهان گشود. پدرش به‌عنوان صدابردار برای بی‌بی‌سی کار می‌کرد. در نتیجهٔ آسم دوران کودکی، هیگز همراه با خانواده به دلیل کار پدر و سپس جنگ جهانی دوم در حال جابجایی بودند. هیگز دورهٔ اولیه مدرسه را از دست داد و در خانه به او آموزش داده شد. هنگامی که پدرش به بدفورد نقل مکان کرد هیگز با مادرش در بریستول ماند و تا حد زیادی در آنجا بزرگ شد. او از سال ۱۹۴۱ تا ۱۹۴۶ در مدرسه گرامر کاتام (Cotham) در بریستول درس خواند. او در آنجا از کار یکی از فارغ‌التحصیلان آن مدرسه، پل دیراک بنیانگذار رشتهٔ مکانیک کوانتومی الهام گرفت.

## زندگی حرفه‌ای
هیگز پس از پایان دکترای خود از ۱۹۵۴ تا ۱۹۵۶ به عنوان پژوهشگر ارشد در دانشگاه ادینبورو منصوب شد. او سپس پست‌های مختلف در امپریال کالج لندن و کالج دانشگاهی لندن (جایی که او همچنین به عنوان مدرس موقت ریاضیات تبدیل شد) کار کرد. او در سال ۱۹۶۰ به دانشگاه ادینبورو بازگشت تا پست مدرس مؤسسه فیزیک ریاضی تایت را بر عهده بگیرد و توانست در شهری که در سال ۱۹۴۹ در حین سفر به ارتفاعات غربی از آن لذت می‌برد مستقر شود. پیتر هیگز در آنجا به Reader ارتقاء یافت و در سال ۱۹۷۴ عضو انجمن سلطنتی ادینبرو (FRSE) شد. او در سال ۱۹۸۰ به صاحب کرسی شخصی فیزیک نظری ارتقا یافت. وی در سال ۱۹۹۶ از دانشگاه ادینبورو بازنشسته افتخاری شد.
هیگز در سال ۱۹۸۳ به عنوان همکار انجمن سلطنتی (FRS) و در سال ۱۹۹۱ به عضویت مؤسسه فیزیک (FInstP) انتخاب شد. او در سال ۱۹۸۴ مدال و جایزه رادرفورد را دریافت کرد. او در سال ۱۹۹۷ مدرک افتخاری را از دانشگاه بریستول دریافت کرد. در سال ۲۰۰۸ هیگز یک کمک هزینه تحصیلی افتخاری از دانشگاه سوانسی برای کار خود در فیزیک ذرات دریافت کرد.

## بوزون هیگز
در دههٔ ۱۹۶۰ هیگز پیشنهاد کرد که شکست تقارن در نظریهٔ الکتروضعیف می‌تواند منشأ جرم ذرات بنیادی را به طور کلی، و بوزون‌های دبلیو و زد «W و Z» را به‌طور خاص، توضیح دهد. هیگز گفته بود که بوزون تنها ایده خوبی بوده که در زندگی داشته است. او در آغاز گمان می‌کرد که نظریه‌ای که در ذهن دارد چیزی جز محاسبه بی‌فایده نیست. اما خیلی زود پی برد که محاسبات او درست هستند.
سازوکار هیگز که توسط چندین فیزیکدان دیگر نیز تقریباً به‌طور همزمان ارائه شد وجود ذرهٔ جدیدی به نام بوزون هیگز را پیش‌بینی می‌کرد که تشخیص آن به یکی از اهداف بزرگ فیزیک تبدیل شد. در ۴ ژوئیه ۲۰۱۲ سازمان اروپایی پژوهش‌های هسته‌ای (سرن) کشف بوزون را در برخورددهنده هادرونی بزرگ اعلام کرد. سازوکار هیگز به‌طور کلی به عنوان یک عنصر مهم در مدل استاندارد فیزیک ذرات پذیرفته شده است که بدون آن ذرات خاصی جرم ندارند.
کشف بوزون هیگز مدل استاندارد را کامل کرد.
کشف بوزون هیگز استیون هاوکینگ را که فیزیکدان همکار او بود برانگیخت تا یادآور شود که به باور او هیگز برای کاری که انجام داده بایستی جایزهٔ نوبل فیزیک را دریافت کند. سرانجام این امر صورت پذیرفت و هیگز در ۲۰۱۳ این جایزه را مشترک با فرانسوا انگلرت دریافت کرد.

## زندگی شخصی و دیدگاه‌های سیاسی
در سال ۱۹۶۳ هیگز با جودی ویلیامسون، یک مدرس آمریکایی زبان‌شناسی در ادینبورو و مانند او، یکی از فعالان کمپین خلع سلاح هسته‌ای (CND) ازدواج کرد. اولین پسر آنها در اوت ۱۹۶۵ زاده شد.هیگز دو پسر داشت. یکی از آنها کریستوفر، دانشمند کامپیوتر و دیگری جانی، نوازندهٔ جاز بود. او دو نوه نیز داشت. هیگز و ویلیامسون در سال ۱۹۷۲ طلاق گرفتند. اما تا زمان درگذشت جودی در سال ۲۰۰۸ دوستان هم باقی ماندند.

## درگذشت
پیتر هیگز در ۸ آوریل ۲۰۲۴ پس از یک دوره کوتاه بیماری در سن ۹۴ سالگی درگذشت.